# Campeonato Abierto de Polo del Hurlingham Club

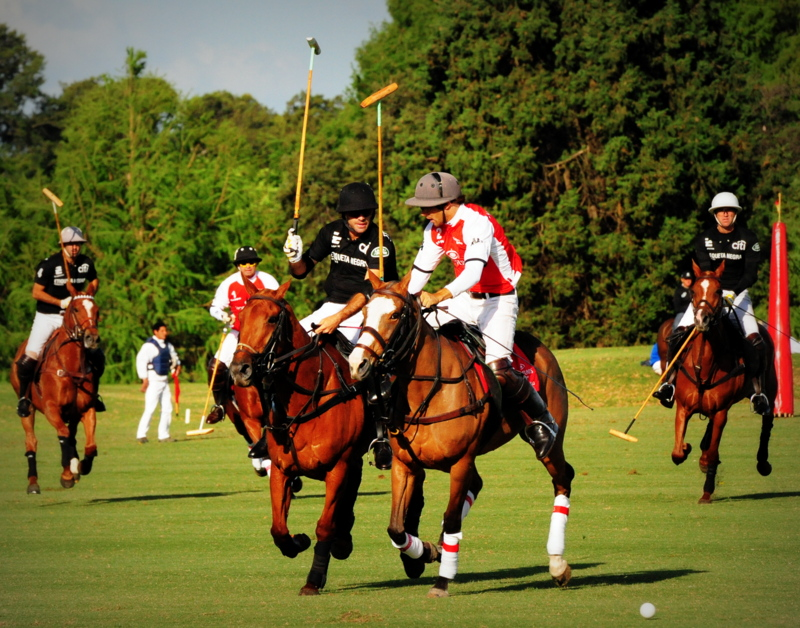
Campeonato Abierto de Polo del Hurlingham Club.

El Campeonato Abierto de Polo del Hurlingham Club es el torneo abierto de polo más antiguo del mundo y el segundo certamen en importancia después del Campeonato Argentino Abierto de Polo. Se juega a fin de octubre y termina a principio de noviembre en las canchas 1 y 2 del Hurlingham Club, ubicado en la localidad de Hurlingham, Gran Buenos Aires, Argentina. Constituye la segunda gema de la Triple Corona del Polo Argentino.
La competencia es para equipos de 28 a 40 goles de hándicap. Los 6 equipos de mayor valorización se clasifican directamente, mientras que los 4 siguientes juegan una clasificación en el Campo Argentino de Polo, en la cual pasan los mejores 2. Se juega en 2 zonas de 4 equipos, todos contra todos, y los primeros de cada zona se encuentran en la final.
En cada edición del Abierto de Hurlingham está en juego The Ayrshire Cup para el campeón y la Copa John Ravenscroft para el subcampeón.

## Últimas finales del Abierto de Hurlingham[2]
| Año  | Edición | Campeón                   | Resultado | Subcampeón                    |
| ---- | ------- | ------------------------- | --------- | ----------------------------- |
| 2024 | 131     | La Natividad              | 13 - 12   | La Dolfina Saudí              |
| 2023 | 130     | La Dolfina Saudí          | 18 - 13   | La Hache                      |
| 2022 | 129     | La Dolfina                | 13 - 12   | La Irenita                    |
| 2021 | 128     | La Natividad              | 14 - 8    | RS Murus Sanctus              |
| 2020 | 127     | Ellerstina Johor          | 16 - 11   | RS Murus Sanctus              |
| 2019 | 126     | La Dolfina Sancor Seguros | 16 - 13   | Ellerstina Johor              |
| 2018 | 125     | Ellerstina Johor          | 12 - 11   | La Dolfina Sancor Seguros     |
| 2017 | 124     | Ellerstina Johor          | 16 - 14   | Alegría Land Rover            |
| 2016 | 123     | Ellerstina Johor          | 10 - 9    | La Dolfina Sancor Seguros     |
| 2015 | 122     | La Dolfina Sancor Seguros | 15 - 14   | Ellerstina Piaget             |
| 2014 | 121     | La Dolfina Hope Funds     | 18 - 15   | Ellerstina Piaget             |
| 2013 | 120     | La Dolfina Hope Funds     | 18 - 16   | Ellerstina Piaget             |
| 2012 | 119     | La Dolfina Hope Funds     | 18 - 11   | Ellerstina Citi               |
| 2011 | 118     | La Dolfina Dubai          | 19 - 18   | Ellerstina Etiqueta Negra     |
| 2010 | 117     | Ellerstina Etiqueta Negra | 19 - 13   | La Dolfina Peugeot            |
| 2009 | 116     | Ellerstina Etiqueta Negra | 14 - 12   | La Aguada Tupungato Winelands |
| 2008 | 115     | La Aguada Arelauquen      | 15 - 14   | Pilará Piaget                 |
| 2007 | 114     | Ellerstina Etiqueta Negra | 15 - 12   | La Dolfina Jaeger Lecoultre   |
| 2006 | 113     | La Dolfina Show Match     | 10 - 9    | La Aguada Telmex              |
| 2005 | 112     | Ellerstina Etiqueta Negra | 15 - 11   | La Aguada Telmex              |